# Спондилолиз
Спондило́лиз — несращение дуги позвонка (чаще 5-го поясничного ) в межсуставной области или в области ножки дуги, возникающее вследствие задержки развития заднего отдела позвоночника.

## Этиология и патогенез
По своей этиологии спондилолиз разделяется на три вида: врождённый, приобретённый и смешанный спондилолиз. Врождённый спондилолиз возникает вследствие неслияния двух ядер окостенения, из которых образуется данная половина дуги; приобретённый спондилолиз возникает под влиянием избыточных физических нагрузок на фоне нарушения питания костной ткани или дисплазии позвонков
Спондилолиз — следствие кумуляции силовых воздействий на межсуставную дужку позвонка, превышающей модуль упругости костной ткани . В начале развития патологического процесса спондилолиз представляет собой зону костной перестройки (зону Лозера), затем происходит усталостный перелом обычно межсуставной зоны дужки, которую называют "критической зоной". Спондилолиз — обратимый процесс. При условии устранения чрезмерных силовых воздействия возможно сращение зоны перелома. Спондилолиз — самостоятельное заболевание. В 90% случаев спондилолиз прогрессирует в спондилолистез .

## Эпидемиология
Частота спондилолиза колеблется от 2,8% до 9,6%. До 20 лет он встречается у мужчин и женщин в соотношении 1:1. После 20 лет количество больных спондилолизом мужчин увеличивается в 2 раза .

## Симптомы
Основной симптом спондилолиза — периодические умеренные боли в поясничном отделе при длительном сидении в вынужденной позе, при резком вставании, длительной ходьбе и др.

## Диагностика
Для уточнения диагноза выполняют рентгеновские снимки в специальных проекциях, компьютерную томографию, магнитно-резонансную томографию.

## Лечение
Лечение заключается в укреплении мышц живота и спины при помощи специальной гимнастики. Назначается массаж, плавание, ношение ортопедического корсета. При двустороннем спондилолизе и угрозе возникновения спондилолистеза выполняют пластические операции на поражённом сегменте позвоночника (костно-пластическая фиксация нижнепоясничного и крестцового отделов позвоночника ).